# VII wyprawa krzyżowa
VII wyprawa krzyżowa, VII krucjata – ostatnia z wypraw krzyżowych.
Król Ludwik IX jeszcze raz postanowił interweniować zbrojnie i w 1270 stanął na czele siódmej krucjaty, w której udział wzięło głównie rycerstwo francuskie, ale również angielskie (m.in. król Edward I Długonogi, a w Akce urodziła się nawet jego córka – Joanna z Akki).
Podczas oblężenia Tunisu wybuchła zaraza, król Ludwik IX padł jej ofiarą. Pozostali krzyżowcy wycofali się pośpiesznie. Była to ostatnia wyprawa krzyżowa.

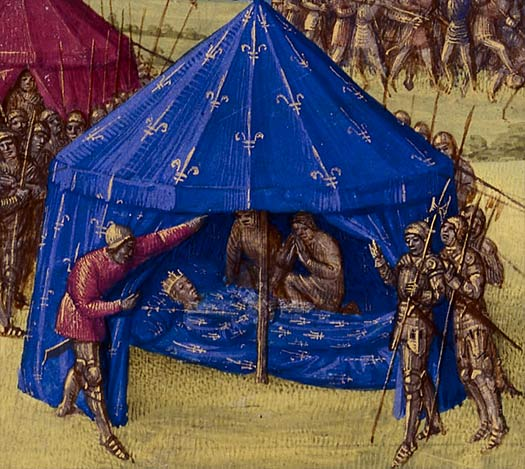
Śmierć Ludwika IX podczas oblężenia Tunisu.